# Reagente de Benedict
O Reagente de Benedict  (também chamado de Solução de Benedict ou  Teste de Benedict), é um reagente químico de cor azulada, desenvolvido pelo químico americano Stanley Rossiter Benedict, geralmente usado para detectar a presença de açúcares e açúcares redutores, nos quais se incluem glicose, galactose, lactose, maltose e manose. 
O Reagente de Benedict consiste, basicamente, de uma solução de sulfato cúprico em meio alcalino (com muitos íons OH-); e pode ser preparado através do carbonato de sódio, citrato de sódio e sulfato cúprico.

## Aplicações
O reagente de Benedict é usado geralmente no lugar da solução de Fehling para detectar excesso de açúcar na urina e dectar uma possível diabete. O teste pode ser feito num tubo de ensaio, adicionando-se 10ml do reagente de Benedict em 100ml da primeira urina da manhã (mais concentrada) e depois, com a ajuda do bico de Bunsen levando a mistura a ebulição. Após a fervura verifica-se uma alteração na cor original do reagente; uma cor esverdeada indica a presença de pouco açúcar e uma cor alaranjada indica altos índices de açúcar.